# Reinhold Holtermann
Reinhold Oscar Christian Holtermann, född 20 oktober 1899 i Stockholm, död där 7 juli 1960, var en svensk konstnär som bland annat arbetade med måleri, teckning och experimentfilm. 
Efter studentexamen vid Norra Latin 1918 var Holtermann elev vid Althins målarskola i Stockholm 1918-1919, studerade 1920-1925 för Oscar Björck vid Konsthögskolan och 1930-1931 för Jean Marchand i Paris. Han avslutade sin utbildning med resor runt om i Europa.
Holtermann hade separatutställning på Galerie Moderne i Stockholm 1938, på Konsthallen i Gävle 1941, Gummesons konsthall i Stockholm 1942 samt Lilla Galleriet i Stockholm 1947. Han deltog även i samlingsutställningar i Malmö 1927, De tretton på Liljevalchs konsthall i Stockholm 1928, Sveriges allmänna konstförening 1932-1934, 1938-1939 och 1941, på Svensk-franska konstgalleriet, Esseltehallen, De ungas salong och Galleri S:t Lucas, samtliga i Stockholm, Riksförbundet för bildande konsts vandringsutställningar Årets konst 1941 och Ur dagens konst 1951, Linköpings museum 1943, Tolv tecknare på Galerie Moderne 1944 och i Rotterdam 1948, grupputställningen Naket i Lilla Galleriet 1951, Svenska konstnärernas förenings teckningsutställning på Konstnärshuset i Stockholm 1951 samt Lilla Galleriets höstutställningar 1952. 
Han var ledamot av Konstakademien.
På senare år har Holtermann lyfts fram som en av pionjärerna inom svensk experimentfilm, bland annat i boken A History of Swedish Experimental Film Culture 2010.
Holtermann är representerad i Moderna museet, Gävle museum. Reinhold Holtermanns föräldrar var kabinettskammarherren Oscar Holtermann och grevinnan Maud von Rosen. Han gifte sig första gången 1924 med målaren Maja Bergh, som var dotter till Richard Bergh, och andra gången 1938 med Doris (Dolly) Norma Frances.